# Матроска (кошка)
Матро́ска — кошка, проживавшая во Владивостоке, герой популярного видеоролика на канале YouTube, талисман хоккейного клуба «Адмирал».

## Биография
Матроска приобрела известность в декабре 2014 года, после того, как ей удалось пробраться в витрину магазина сети «Рыбный Островок» в аэропорту Владивостока и съесть рыбные деликатесы общей стоимостью в 63 тысячи рублей. Согласно данным с камер видеонаблюдения, кошка свободно прошла в открытый магазин около 21:00 по местному времени 4 декабря и осталась незамеченной, оказавшись закрытой в магазине на ночь. В 22:43 кошка находилась у стеклянного окна, ожидая возможности выхода из помещения, после чего направилась в витрину-холодильник, который, по всей видимости, не был заперт надлежащим образом. В 22:56 её обнаружили сотрудники линейного отделения полиции. Снятое очевидцами на мобильный телефон видео стало хитом в Интернете.
После того как кошка была найдена, начались споры по поводу дальнейшей судьбы животного. Театр кошек Куклачёва предложил приютить животное, а компартия Санкт-Петербурга распорядилась выдать кошке партийный билет. Также за животное вступился экс-глава Роспотребнадзора Геннадий Онищенко. Впоследствии было решено передать кошку местному хоккейному клубу «Адмирал» в качестве талисмана. 13 декабря клетка с кошкой была передана президенту хоккейного клуба, которую отвезли в новое место жительства — Фетисов Арену. При этом ущерб магазину хоккейный клуб согласился оплатить от продаж клубной символики. На витрину магазина «Рыбный Островок», где обедала кошка, наклеили изображение кота, сопровождаемого подписью: «Здесь был котик».

### Смерть
7 июня 2016 года стало известно, что кошка Матроска умерла. Об этом руководство владивостокского хоккейного клуба «Адмирал» сообщило на своем официальном сайте. Проблемы со здоровьем у Матроски начались в конце января 2016 года. Ветеринары обнаружили у кошки серьезные проблемы с почками на фоне диабета, что и стало причиной смерти. Некоторое время животное проходило лечение в одной из ветеринарных клиник.

## Память
В августе 2016 года Матроске установили памятник у «Фетисов Арены». Автором памятника является петербуржский скульптор Владимир Петровичев.

## Достижения
2015 — 2е место в рейтинге «10 самых влиятельных котов России»

## Телевидение
- 2015 — Пусть говорят[18]
- 2015 — Поедем, поедим[19]